# Erik Bergman (skådespelare)
Erik Viktor Bergman, född 14 januari 1894 i Johannes församling, Stockholm, död 24 november 1969 i Brännkyrka församling, Stockholm, var en svensk skådespelare.
Erik Bergman är begravd på Norra begravningsplatsen utanför Stockholm.

## Teater

### Roller (ej komplett)
| År   | Roll          | Produktion                                                         | Regi                 | Teater                     |
| ---- | ------------- | ------------------------------------------------------------------ | -------------------- | -------------------------- |
| 1921 | La Moulaine   | Borgmästarinnan (La presidente) Maurice Hennequin och Pierre Veber | Albert Ranft         | Vasateatern                |
| 1923 |               | Det stängda paradiset Maurice Hennequin och Romain Coolus          | Knut Nyblom          | Vasateatern                |
| 1923 | Pomaire       | Andra bröllopsnatten Maurice Hennequin                             | Knut Nyblom          | Vasateatern                |
| 1923 |               | Hasard Alfred Savoir                                               | Knut Nyblom          | Vasateatern                |
| 1923 | Prosten i Bro | Gösta Berlings saga Selma Lagerlöf                                 | Gunnar Klintberg     | Svenska teatern, Stockholm |
| 1924 |               | På hal is Franz Arnold och Ernst Bach                              | Knut Nyblom          | Vasateatern                |
| 1924 | La Moulaine   | Borgmästarinnan (La presidente) Maurice Hennequin och Pierre Veber | Albert Ranft         | Vasateatern                |
| 1924 |               | Trettio dagar Augustus Thomas                                      | Ragnar Widestedt     | Vasateatern                |
| 1932 |               | Skomakarmiljonären Ernst Leander Berger                            | Ernst Leander Berger | Folkets hus teater         |

## Filmografi
- 1921 – Körkarlen
- 1924 – Gösta Berlings saga
- 1925 – Karl XII del II
- 1925 – Ingmarsarvet
- 1927 – En perfekt gentleman
- 1931 – Skepp ohoj!